# Ковилін Василь Олександрович
Василь Олександрович Ковилін (1995—2024) — український військовослужбовець, молодший лейтенант Національної гвардії України, учасник російсько-української війни, що відзначився і загинув у ході російського вторгнення в Україну. Герой України (2025, посмертно).

## Життєпис
Народився 4 січня 1995 року в селі Сьомаки на Вінничині. 
Закінчив Вінницький державний аграрний університет за спеціальністю «Лісове господарство». 
Свій бойовий шлях розпочав у зоні АТО, де служив у підрозділі морської піхоти. Брав участь у звільненні населених пунктів Маріуполь, Широкино, Лебедіно, Павлопіль, Гранітне, Слов'янськ.
З початком повномасштабного вторгнення добровільно вступив до лав Національної гвардії України. Служив у Першій Президентській бригаді НГУ «Буревій». Виконував бойові завдання поблизу Лисичанська, Сєверодонецька, Бахмута, Білогорівки та в Серебрянському лісі. У лютому 2024 року, у військовому званні старшого сержанта, нагороджений орденом «За мужність» ІІІ ступеня.
7 травня 2024-го під час бойового чергування помітив групу противника та вступив із нею в бій. Під масованим ворожим обстрілом допомагав пораненим українським воїнам та евакуював їх. Після цього продовжив бій і відбив штурм, але під час чергового обстрілу ворожий снаряд влучив по його позиції. 
Помер 9 травня 2024 року внаслідок смертельних опіків, які дістав у бою. 
Похований на Берковецькому кладовищі у м. Київ. 
12 травня 2025 року Президент України Володимир Зеленський вручив орден «Золота Зірка» членам родини Василя Ковиліна.

## Нагороди
- Звання Герой України з удостоєнням ордена Золота Зірка (20 січня 2025, посмертно) — за особисту мужність і героїзм, виявлені у захисті державного суверенітету та територіальної цілісності України, самовіддане служіння Українському народові[6];
- Орден «За мужність» ІІІ ступеня (23 лютого 2024) — за особисту мужність і самовідданість, виявлені у захисті державного суверенітету та територіальної цілісності України, сумлінне та бездоганне служіння Українському народові[7].
- Також нагороджений[1]:

нагрудними знаками «За зразкову службу» 2015 р. та «Знак Пошани» 2016 р.; 
медаллю «За відвагу» 2016 р.; 
почесним знаком «Маріуполь відстояли - перемогли» 2017р.; 
почесним нагрудним знаком начальника Генерального штабу Головнокомандувача Збройних сил України «За взірцевість у військовій службі ІІІ ступеня» 2017р.; 
медаллю «100 років морській піхоті України» 2018 р.; 
відомчою заохочувальною відзнакою; 
нагрудним знаком «За доблесну службу» 2022 р.; 
знаком Пошани «Захиснику Луганщини», 2023 р., 
медаллю «Захиснику Слов’янська».